# Tractat de Moultrie Creek

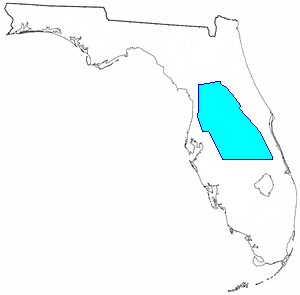
El Tractat de Moultrie Creek va establir una reserva en el centre de Florida per als seminoles.

El Tractat de Moultrie Creek va ser un acord signat el 1823 entre el govern dels Estats Units i els caps de diversos grups i bandes d'indis que viuen en l'estat actual de Florida. El tractat va establir una reserva índia en el centre de la península de Florida.
Els amerindis de Florida havien mort en gran part a principis del segle xviii, i diversos grups i bandes de parla muskogi (comunament anomenats indis creek) i altres grups, com els yamasee i yuchis es va traslladar a la zona, sovint amb el suport del govern colonial espanyol. Aquests grups, que sovint viuen en ambdós costats de la frontera entre Florida i Geòrgia, van entrar en conflicte cada vegada més gran amb els colons blancs després que els Estats Units es van independitzar. Quan Estats Units va adquirir Florida a Espanya en 1821 (per mitjà del Tractat d'Adams-Onís), va augmentar el conflicte. En 1823, el govern dels Estats Units va decidir instal·lar els Seminoles en una reserva a la part central del territori.
Una reunió per negociar un tractat estava prevista per a principis de setembre 1823 a Moultrie Creek, al sud de San Agustín. Uns 425 seminoles van assistir a la reunió, escollint Neamathla, un prominent cap mikasuki, com a principal representant seu. Sota els termes del tractat negociat allà, els seminoles es van veure obligats a posar-se sota la protecció dels Estats Units i renunciar a tota pretensió de terres a Florida, a canvi d'una reserva de prop de quatre milions d'acres (16.000 km²).
La reserva es trobava al centre de la península de Florida des del nord de l'actual Ocala per a una línia fins a l'extrem sud de la Badia de Tampa. Els límits estaven ben cap a l'interior de les dues costes, per evitar el contacte amb els comerciants de Cuba i la Bahames. A Neamathla i cinc caps, però, se'ls va permetre mantenir els seus llogarets al llarg del riu Apalachicola.
En virtut del Tractat de Moultrie Creek, el govern dels Estats Units estava obligat a protegir els seminoles, sempre que es mantinguessin pacífics i respectuosos de la llei. El govern havia de distribuir els estriss agrícoles, bestiar i porcs als seminoles, compensar-los pels viatges i les pèrdues involucrades en la reubicació de la reserva, i proporcionar-los racions durant un any, fins que els seminoles poguessin plantar i collir nous cultius. El govern també se suposava que pagaria a la tribu 5.000 dòlars a l'any durant vint anys, i proporcionaria un intèrpret, una escola i un ferrer durant els mateixos vint anys. Per la seva banda, els seminoles havien de permetre que es construïssin carreteres a través de la reserva i vam haver de capturar qualsevol esclau fugitiu o d'altres fugitius i entregar-los a la jurisdicció dels Estats Units.